# Love Suite
Love Suite – czwarty singel promujący album Body Heat niemieckiego zespołu Blue System. Został wydany w 1989 roku przez wytwórnię Hansa International.

## Lista utworów
7" (Hansa 112 138) rok 1989
| Nr | Tytuł          | Długość |
| -- | -------------- | ------- |
| 1. | Love Suite     | 3:17    |
| 2. | Titanic 650604 | 3:23    |

12" (Hansa 612 138) (BMG) rok 1989
| Nr | Tytuł                      | Długość |
| -- | -------------------------- | ------- |
| 1. | Love Suite (Remix '89)     | 5:34    |
| 2. | Titanic 650604             | 3:23    |
| 3. | Love Suite (Radio Version) | 3:17    |

CD 3" (Hansa 162 138) (BMG) rok 1989
| Nr | Tytuł          | Długość |
| -- | -------------- | ------- |
| 1. | Love Suite     | 3:17    |
| 2. | Titanic 650604 | 3:23    |

CD 5" (Hansa 662 138) (BMG) rok 1989
| Nr | Tytuł                      | Długość |
| -- | -------------------------- | ------- |
| 1. | Love Suite (Remix '89)     | 5:34    |
| 2. | Titanic 650604             | 3:23    |
| 3. | Love Suite (Radio Version) | 3:17    |

## Lista przebojów (1989)
| Państwo | Najwyższe miejsce |
| ------- | ----------------- |
| Niemcy  | 14                |

## Autorzy
- Muzyka: Dieter Bohlen
- Autor Tekstów: Dieter Bohlen
- Wokalista: Dieter Bohlen
- Producent: Dieter Bohlen
- Aranżacja: Dieter Bohlen
- Współproducent: Luis Rodriguez